# Hydrotaea cristata
Hydrotaea cristata este o specie de muște din genul Hydrotaea, familia Muscidae, descrisă de Malloch în anul 1918. Conform Catalogue of Life specia Hydrotaea cristata nu are subspecii cunoscute.